# Island Princess
Island Princess è una nave da crociera della classe Coral di proprietà della Princess Cruises. 

## Storia

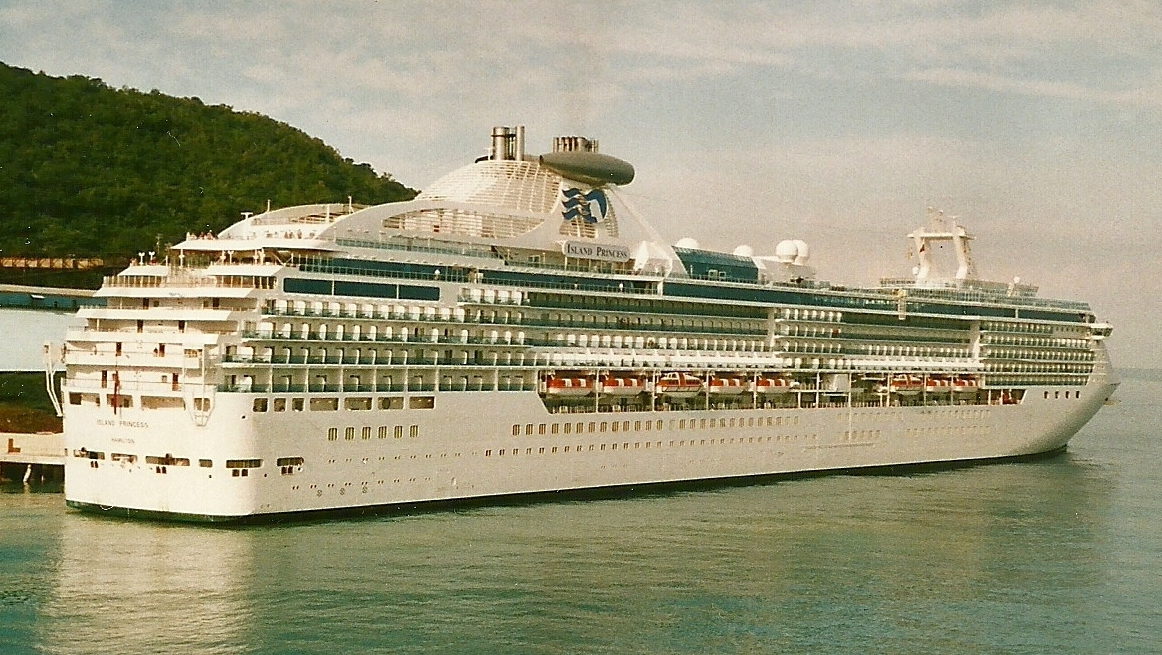
Island Princess nel 2003 prima della ristrutturazione. Si noti la poppa inclinata, poi resa verticale con l'aggiunta di nuovi spazi e cabine.

La nave fu varata nel 2002 e battezzata nel 2003. La Coral Princess e Island Princess fanno parte delle uniche cinque navi Panamax gestite da Princess Cruises.
Durante il suo ammodernamento nel 2015, la nave è stata dotata di un blocco aggiuntivo di cabine a poppa.

## Navi gemelle
- Coral Princess